# Ángeles de Puebla
Ángeles de Puebla – meksykański klub piłkarski z siedzibą w mieście Puebla, w stanie Puebla, działający w latach 1984–1988 i 1999–2001.

## Historia
Klub został założony w 1984 roku na licencji pierwszoligowej drużyny CF Oaxtepec. Od razu rozpoczął występy w meksykańskiej Primera División, debiutując w niej 18 sierpnia 1984 w zremisowanym 0:0 spotkaniu wyjazdowym z Tecos UAG. Pierwszego gola w historii zespołu prowadzonego przez argentyńskiego trenera Ricardo Lavolpe zdobył Miguel Ángel Casanova już tydzień później, 25 sierpnia 1984 w wygranym 3:2 meczu z Guadalajarą. Ogółem w najwyższej klasie rozgrywkowej drużyna występowała przez kolejne cztery lata, nie odnosząc żadnych sukcesów i plasując się zwykle w dolnej połowie tabeli. Popularnością ustępowała lokalnemu rywalowi o znacznie bogatszej tradycji, Puebla FC. Swój bilans w pierwszej lidze klub zamknął na 37 zwycięstwach, 46 remisach i 59 porażkach w 142 spotkaniach. Drużyna została rozwiązana po sezonie 1987/1988, kiedy to sprzedała swoją licencję ekipie Club Santos Laguna z miasta Torreón.
Klub został reaktywowany po jedenastu latach, w 1999 roku – po sezonie 1998/1999 Puebla FC spadła z pierwszej ligi, jednak przed rozpoczęciem kolejnych rozgrywek właściciel zespołu, Francisco Bernat, kupił licencję beniaminka, Unión de Curtidores, dzięki czemu Puebla pozostała ostatecznie w najwyższej klasie rozgrywkowej. Na mocy przenosin licencji wszyscy dotychczasowi piłkarze Uniónu od tamtego czasu przenieśli się do Puebli, a wcześniejsi zawodnicy Puebli zostali graczami właśnie Ángeles de Puebla, który przystąpił do sezonu 1999/2000 w drugiej lidze. Spędził w niej ostatecznie dwa lata, również bez żadnych sukcesów, po czym po raz drugi został rozwiązany.